# Дом за лица са инвалидитетом, Приједор
ЈУ Дом за лица са инвалидитетом, Приједор је јавна установа социјалне заштите основана 1961. године у Приједору. Дјелатност Завода је заштита мушке дјеце и омладине са сметњама и поремећајима у развоју, степена умјерене, теже и тешке ометености, са комбинованим сметњама, као и обољелих од аутизма, са подручја Републике Српске.

## О Дому
Основан је маја 1996. као установа за заштиту мушке дјеце и омладине са сметњама и поремећајима у развоју, степена умјерене, теже и тешке ометености, са комбинованим сметњама, као и обољелих од аутизма, са подручја Републике Српске. Сљедбеник је Завода за заштиту мушке дјеце и омладине ометене у развоју "Чиркин Поље", основаног 1961. у Приједору. Дом је наслиједио и зграду поменутог завода, која је током 2003. проширена доградњом. У оквиру ове установе налазе се и амбуланта опште праксе, стоматолошка амбуланта, просторије за хидротерапију и кинезитерапију, сала за психомоторне вјежбе, као и вишенамјенски спортски терен (трим-стаза, игралиште за кошарку, рукомет и мали фудбал). Од школске 2009/10. васпитно-образовни рад организовао се у сарадњи са тадашњом Специјалном основном и средњом школом "Ђорђе Натошевић" (од септембра 2012. са Јавном установом Центар "Сунце" из Приједора), према наставном плану и програму намијењеном за васпитање и образовање ученика са умјереним и тежим оштећењем интелектуалног функционисања. Наставни план предвиђа четири нивоа образовања, у трајању од по три године. Циљ васпитно образовног рада је развијање очуваних способности, ублажавање недостатака и неправилности у развоју, схватање елементарних појмова и практичних знања, самопослуживање, стицање радних навика и спретности у обављању једноставних радњи. Корисници се укључују у активности које се, на нивоу државе, организују за лица са сметњама у развоју, степена умјерене, теже и тешке ометености и са комбинованим сметњама. Године 2019. у Дому је било око 190 корисника (збринутих лица) и око 70 запослених. Поред особља задуженог за збрињавање и његовање корисника, као и за васпитни рад, ангажовано је и медицинско особље, затим радни инструктори, лица за обављање послова у кухињи, одржавање хигијене (Дома) и одржавање објекта, те лица за управљање установом.